# クラックマナンシャー統監
クラックマナンシャー統監（クラックマナンシャーとうかん、英語: Lord Lieutenant of Clackmannanshire）は、イギリスの官職。統監の1つで、クラックマナンシャーを担当する。1789年に勃発したフランス革命がヨーロッパ諸国に飛び火するとともに1792年にはスコットランド各地で暴動がおこり、地方政府の対応に不満を感じたイギリス政府は1794年にイングランドの統監職をスコットランドでも常設職として設立した。

## 一覧
- 1794年3月17日 – 1798年：第10代カスカート卿ウィリアム・カスカート（英語版）[2]
- 1798年8月13日 – 1801年3月28日：サー・ラルフ・アバークロンビー[2]
- 1801年12月18日 – 1803年：第10代カスカート卿ウィリアム・カスカート（英語版）[2]
- 1803年3月18日 – 1840年2月18日：第3代マンスフィールド伯爵デイヴィッド・マレー（英語版）[2]
- 1840年4月20日 – 1852年6月25日：ジョージ・ラルフ・アバークロンビー閣下（英語版）（のち第3代アバークロンビー男爵）[2]
- 1852年7月30日 – 1898年8月2日：第4代マンスフィールド伯爵ウィリアム・マレー（英語版）[2]
- 1898年10月14日 – 1955年6月3日：第12代マー伯爵および第14代ケリー伯爵ウォルター・アースキン[2]
- 1955年8月15日 – 1966年：ジェームズ・パトン・ヤンガー[2]
- 1966年9月30日 – 1993年12月22日：第13代マー伯爵および第15代ケリー伯爵ジョン・アースキン[2]
- 1993年12月23日 – 1995年1月15日：空位[2]
- 1995年1月16日 – 2001年8月3日：ロバート・クリスティ・ステュアート（英語版）[2][3]
- 2001年9月27日 – 2011年5月23日：シーナ・カーリン・クルックシャンク[2][3]
- 2011年5月23日 – 2014年6月4日：ジョージ・ニューランズ・リード（英語版）[3]
- 2014年6月5日 – ：ジョン・コクラン・ステュアート[3]